# Nemophora pseudalbiantennella
Nemophora pseudalbiantennella (лат.) — вид длинноусых молей рода Nemophora (Adelidae). Китай: Шэньси. Видовой эпитет связан с чрезвычайным внешним сходством этого вида с N. albiantennella.

## Описание
Переднее крыло 5,7—6,0 мм; размах крыльев 12,2—12,9 мм. От близких видов (N. albiantennella) отличается следующими признаками: голени ног чёрные; брюшко желтоватое до коричневого с чёрной вершиной; вальва гениталий почти трапециевидная, с боковыми краями, вогнутыми в нижней части; суспензориум относительно крупный, расположен близко к заднему краю винкулюма. Губной щупик 3-сегментный, короткий или средней длины, с густыми приподнятыми волосками. Максиллярный щупик рудиментарный. Голени передних ног имеют апикальные эпифизы; задние голени покрыты густыми волосками.
Голова с приподнятыми жёлтыми волосками, смешанными с коричневыми; лицо с гладкими желтоватыми до коричневатых чешуйками. Тегула и грудь (дорсум) тёмно-жёлтые до коричневых с золотистым металлическим блеском. Переднее крыло от медного до коричневого и от чёрно-жёлтого до коричневого с золотистым металлическим блеском; реснички тёмно-коричневые. Задние крылья и реснички тёмно-коричневые. Брюшко желтоватое до коричневого, вершина чёрная.